# Pherotesia lunata
Pherotesia lunata là một loài bướm đêm trong họ Geometridae.